# Acanthopidae
Los acantópidos (Acanthopidae) son una familia de mantis, cuenta con 3 subfamilias y 13 géneros.
Fue el naturalista alemán Hermann Burmeister quien denominó a esta familia de insectos en el año 1838.

## Subfamilias
- Acanthopinae
- Acontiothespinae
- Stenophyllinae

## Géneros
- Acanthops
- Acontista
- Astollia
- Callibia
- Decimiana
- Lagrecacanthops
- Metilia
- Miracanthops
- Paratithrone
- Pseudacanthops
- Raptrix
- Stenophylla
- Tithrone